# Bonrepos
Bonrepos é uma comuna francesa na região administrativa de Occitânia, no departamento dos Altos Pirenéus. Estende-se por uma área de 8,8 km², Em 2010 a comuna tinha 196 habitantes (densidade: 22,3 hab./km²)..